# Bruno Ateba Edo
Pour les articles homonymes, voir Edo.
Bruno Ateba Edo, né le 20 novembre 1964 à Zoétélé, est un prélat catholique camerounais, membre de la Société de l'Apostolat Catholique, évêque de Maroua-Mokolo depuis 2014. 

## Biographie
Il est ordonné prêtre le 8 juillet 1995, nommé évêque de Maroua-Mokolo le 5 avril 2014 par le pape François.